# Rigåsen
Rigåsen är ett naturreservat i Sundsvalls kommun i Västernorrlands län.
Området är naturskyddat sedan 1982 och är 10 hektar stort. Reservatet omfattar slåtterängar, gårdstun och andra inägor som hört till gården Rigåsen.